# Oyrareingir

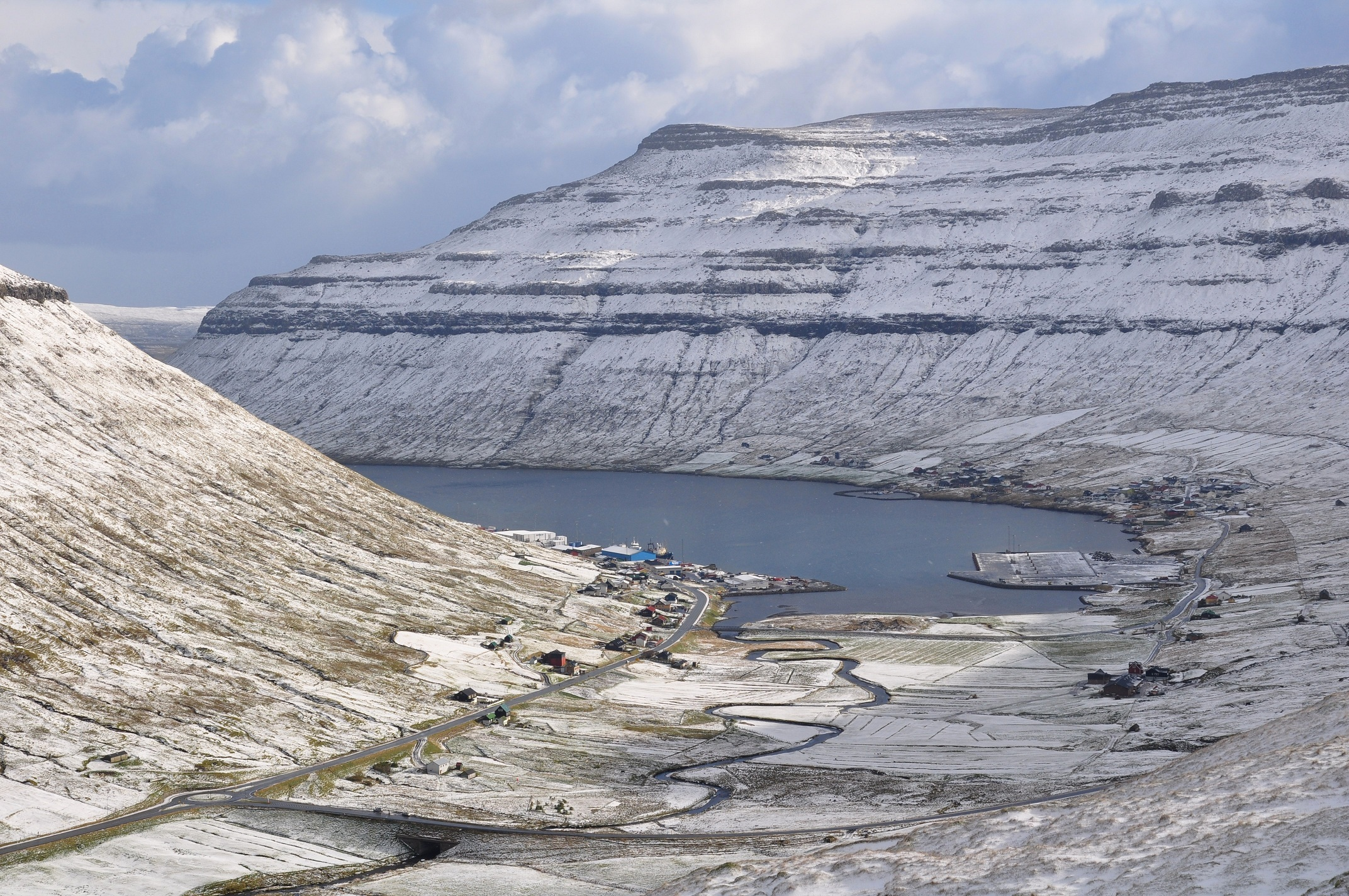
De dorpen Signabøur (rechts) en Kollafjørður (midden) aan de oever van de Kollafjørður-fjord. Oyrareingir bestaat slechts uit de losse huizen in de linker en rechter voorgrond die niet binnen deze twee dorpen vallen. De meanderende rivier is de Dalá.

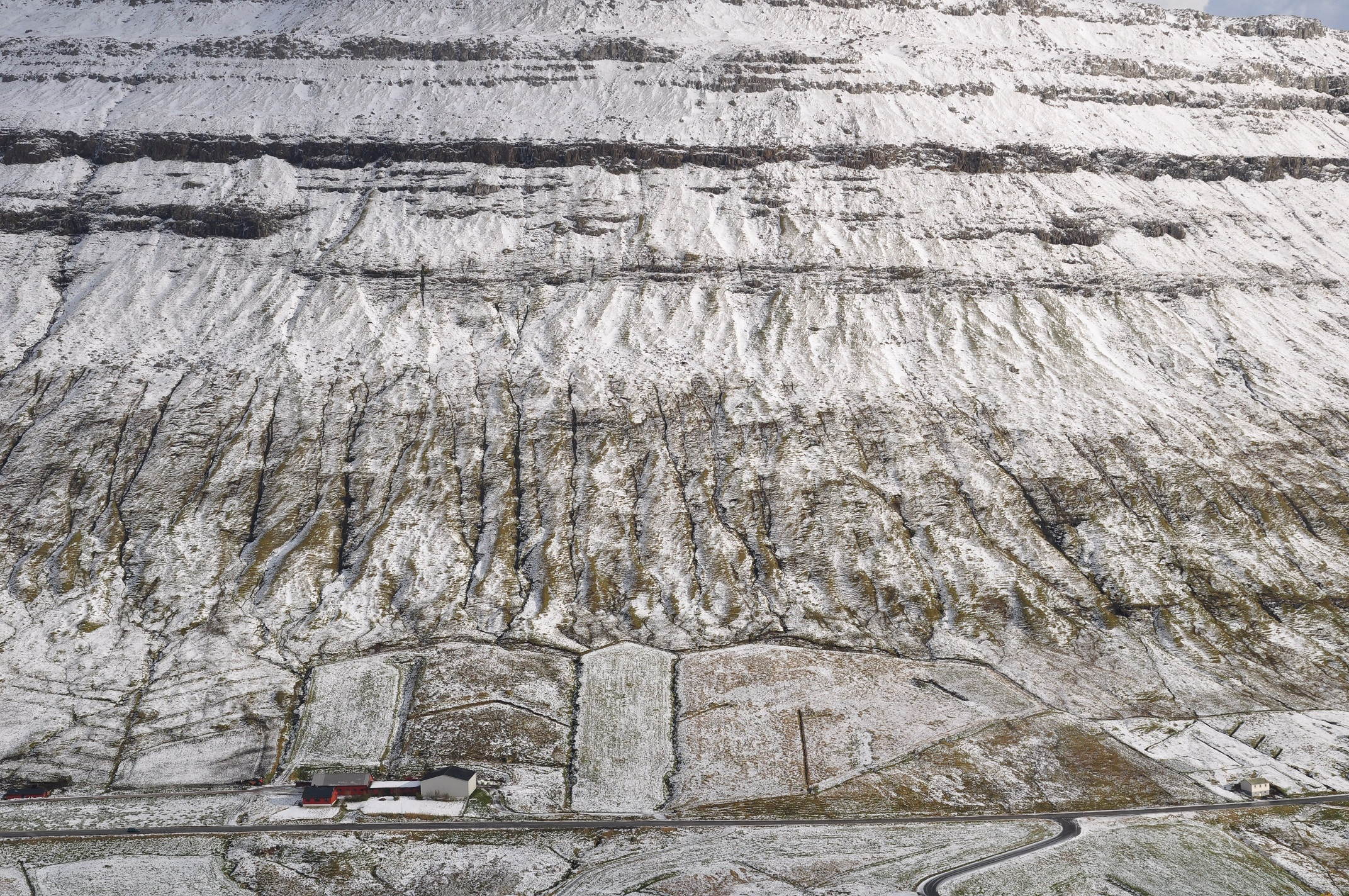
Boerderij aan de voet van een berghelling, Oyrareingir.

Oyrareingir is een dorp op de Faeröer dat behoort tot de gemeente Tórshavn. Het is vrij centraal gelegen op het eiland Streymoy. Oyrareingir ligt aan het einde van de Kollafjørður-fjord, aan weerszijden van de monding van de rivier de Dalá. De bevolking was 44 (in 2005). De postcode is FO 415. Dit gehucht is zo klein en de paar huizen liggen zo verspreid aan de rand van de naburige en grotere dorpen Signabøur en Kollafjørður dat maar weinig kaarten Oyrareingir vermelden. Zelfs de Faeröer's beste online atlas niet. De Faeröer's hoofdweg (nr. 10) van Tórshavn naar Klaksvík loopt dwars door Oyrareingir. De enige andere weg, die leidt naar een aantal boerderijen, heet á Oyrareingjum.